# 鳳美圍
鳳美圍（英語：Fung Mei Wai）是位於香港新界大埔鳳園的一條客家原居民村落，是鳳園五村之一， 與鳳園圍（老村）、麥屋、流坑、田心一同以鳳園之名隸屬於大埔鄉事委員會。

## 歷史
鳳美圍原名為狗屎圍，於1910年代開村，座落於大埔鳳園谷南部，位於流坑的南面，田心的西面，大埔工業邨西北面。據村民憶述，狗屎圍成為正式名字的原因是由於政府土地測量官從鄰村村民口中確認而來。
鳳美圍居民以葉氏為主，亦有孫氏和李氏。鳳園葉氏祖籍廣東惠陽沙坑。明末清初時期，葉氏十九世祖葉清望的三名兒子遷居到大埔鳳園，與黎、麥、薜、莫、韋，共六姓兄弟聚居，並創立聯合組織陸陞堂（六姓堂），後來易名鳳園村，即現今老村。經過多年繁衍，葉氏在1910年代到狗屎圍建村。同一時間，分別原居於鴉山和沙螺洞的孫氏和李氏，因瘟疫蔓延遷到狗屎圍。
鳳美圍村內有約20間村屋，現時仍有少數青磚屋獲保留。由於原地名十分不雅，狗屎圍居民多年來均有意重新命名村落。2013年，有居民聯署去信政府尋求更名，地政總署向大埔區議會建議更名獲得通過，2014年生效。

## 地標
葉氏宗祠：建於1924年，曾於1980年代及2000年重修，至今維持傳統點燈儀式。門前的對聯為「南陽世澤，楚縣家聲」。